# Luteocoelius popae
Luteocoelius popae là một loài tò vò trong họ Ichneumonidae.